# 多耙眶棘鮋
多耙眶棘鮋，為輻鰭魚綱鮋形目鮋亞目平鮋科的其中一種，為溫帶海水魚，分布於西北太平洋Emperor海脊，棲息深度500-1000公尺，體長可達50公分，棲息在底層水域，卵胎生，生活習性不明。